# David Cassidy
David Bruce Cassidy (ur. 12 kwietnia 1950 w Nowym Jorku, zm. 21 listopada 2017 w Fort Lauderdale) – amerykański wokalista, gitarzysta, aktor sceniczny, którego popularność przypadła głównie na lata 70.

## Życiorys

### Wczesne lata
Urodził się w nowojorskim Flower Fifth Avenue Hospital jako syn aktorki Evelyn Ward i Jacka Cassidy (1927–1976), piosenkarza i aktora scenicznego, laureata nagrody Tony. Jego ojciec był pochodzenia niemieckiego i irlandzkiego, a matka pochodziła z Ameryki Brytyjskiej, a także miała korzenie irlandzkie i szwajcarskie. Kiedy miał sześć lat, jego rodzice rozwiedli się. Jego ojciec ożenił się z aktorką i piosenkarką Shirley Jones. Miał trzech przyrodnich braci: Shauna Paula (ur. 1958), Patricka (ur. 4 stycznia 1962) i Ryana Johna (ur. 23 lutego 1966).

### Kariera
2 stycznia 1969 zadebiutował na Broadwayu jako Billy w musicalu The Fig Leaves Are Falling. W 1969 przeniósł się do Los Angeles i pojawił się gościnnie w operze mydlanej ABC Ocaleni (The Survivors) z Laną Turner i George’em Hamiltonem oraz serialu kryminalnym NBC Ironside z Raymondem Burrem. W sitcomie muzycznym ABC The Partridge Family (1970–1974) występował w roli Keitha, starszego syna Shirley Partridge (w tej roli Shirley Jones). 
W latach siedemdziesiątych rozpoczął karierę muzyka popowego. Nagrał siedem studyjnych albumów. W 1972 wydał swój pierwszy solowy album Cherish. Był najlepiej zarabiającym wykonawcą na świecie przed ukończeniem 21 roku życia. Pozował nago w wydaniu magazynu „Rolling Stone” z 11 maja 1972. Wielokrotnie był na okładce magazynu „Bravo”
W 1982 powrócił na Broadway, zastępując Donny’ego Osmonda w roli Józefa w musicalu Andrew Lloyd Webbera i Tima Rice'a Józef i cudowny płaszcz snów w technikolorze. 
W 2009 pracował ze swoimi trzema braćmi w programie familijnym ABC Ruby & the Rockits (Shaun był producentem, a Ryan opracował scenografię). 

## Życie prywatne
W 1969 spotykał się z Meredith Baxter. Od 3 kwietnia 1977 do 28 grudnia 1983 był żonaty z Kay Lenz. 15 grudnia 1984 poślubił Meryl Ann Tanz, z którą się rozwiódł 22 maja 1988. Ze związku z piosenkarką Sherry Williams miał córkę Katherine Evelyn Anitę (ur. 25 listopada 1986 w Los Angeles). 30 marca 1991 ożenił się z Sue Shifrin, z którą miał syna Beau Devina (ur. 8 lutego 1991). 27 kwietnia 2016 rozwiedli się.
W lutym 2017 roku David Cassidy poinformował, że cierpi na demencję. Zmarł 21 listopada 2017 w szpitalu w Fort Lauderdale na Florydzie w wieku 67 lat.
W grudniu 2017 Samantha Fox, promując swoją biografię, wyznała w wywiadzie dla „Daily Mail”, że jako nastolatka była molestowana seksualnie przez Davida Cassidy’ego. Miała wtedy 19 lat i uczestniczyła w pracach nad teledyskiem do jednego z przebojów „Romance (Let Your Heart Go)” (1985) w duecie z Basią. Cassidy poszedł za nią do restauracyjnej toalety podczas obiadu, w którym brał udział także ojciec Fox. Złapał ją tam za pierś i włożył dłoń pod sukienkę.